# Craniata (Chordata)
Pour les articles homonymes, voir Craniata.
Clade
Taxons de rang inférieur
- Myxini
- Vertebrata

Les Craniata (craniés ou craniates en français) sont un clade des chordés possédant un crâne cartilagineux ou osseux protégeant la partie antérieure du système nerveux. Ce groupe est censé regrouper les myxines et les vertébrés, et être le groupe frère des tuniciers parmi les olfactoriens. Cependant, des études ont montré que les Lamproies, bien qu'étant des vertébrés, sont plus proches des myxines que des gnathostomes (vertébrés à mâchoires), et que les myxines sont des vertébrés qui ont perdu leurs caractères ancestraux,, ce qui fait de ce taxon, un synonyme de Vertebrata.

## Systématique
Le clade des Craniata est attribué, en 1877, au zoologiste britannique Edwin Ray Lankester (1847-1929).

## Caractéristiques
Les craniés se caractérisent par :
- des plaques dentigères chez les myxinoïdes ou une mâchoire chez les gnathostomes ;
- l'apparition d'un crâne, osseux ou cartilagineux, portant les capsules olfactives, optiques et auditives ;
- l'apparition d'une crête neurale, visible chez l'embryon par deux bourrelets de chaque côté du sillon préfigurant le futur système nerveux ;
- la présence de placodes chez l'embryon (épaississement de la peau de la tête pour donner l'oreille interne, le cristallin, etc.).